# Томас Роберт Малтус
Томас Роберт Малтус (енгл. Thomas Robert Malthus; Сари, 13. фебруар 1766 — Хејлејбери, 23. децембар 1834), познат је као Томас Малтус, мада је лично више волео да га зову „Роберт Малтус“, био је енглески демограф и економиста најпознатији по песимистичким али високо утицајним гледиштима.
У својој књизи Есеј о принципу становништва из 1798. године, Малтус је приметио да повећање производње хране у једној нацији побољшава благостање становништва, али је побољшање било привремено јер је довело до раста становништва, што је заузврат вратило првобитни ниво производње по глави становника. Другим речима, људи су имали склоност да искористе обиље за раст популације, а не за одржавање високог животног стандарда, што је гледиште које је постало познато као „малтузијанска замка“ или „малтузијански баук“. Популација је имала тенденцију раста све док нижа класа није претрпела тешкоће, оскудицу и већу подложност ратној глади и болести, што је песимистички поглед који се понекад назива малтузијанском катастрофом. Малтус је писао супротно популарном гледишту у Европи 18. века које је сматрало да се друштво побољшава и да је у принципу савршено.
Малтус је сматрао да је раст популације неизбежан кад год се услови побољшају, чиме се онемогућава стварни напредак ка утопијском друштву: „Моћ становништва је неограничено већа од моћи Земље да производе потпору за човека.“ Као англикански свештеник, он је видео ову ситуацију као божанско наметнуту да би поучавала врлинском понашању. Малтус је написао да је „повећање становништва нужно ограничено опстајањем“, „становништво се увек повећава када се средства за живот увећавају“, и „супериорна моћ становништва потискује морално ограничење, порок и беду“.
Малтус је критиковао законе о сиромашнима због тога што доводе до инфлације, и не побољшавају благостање сиромашних. Он је подржавао порезе на увоз житарица (законе о кукурузу). Његови ставови су постали утицајни и контроверзни у економској, политичкој, друштвеној и научној мисли. Пионири еволуционе биологије су га читали, посебно Чарлс Дарвин и Алфред Расел Волас. Малтусов неуспех да предвиди Индустријску револуцију био је честа критика његових теорија.
Малтус је поставио „...теоријску основу конвенционалне мудрости која је доминирала дебатом, како научно тако и идеолошки, о глобалној глади и глади током скоро два века.“ Он је и даље писац о коме се много расправља.

## Живот
Малтус је рођен у напредној породици. Његов отац Данијел је био лични пријатељ филозофа скептика Дејвида Хјума и познаник Жана Жака Русоа. Млади Малтус је уписао „Исусов колеџ“ у Кембриџу 1784. године. Основни предмет му је била математика. Дипломирао је 1791, а изабран је за члана Исусовог колеџа две године касније. 1797. је постављен за англиканског пароха. Малтус је све до краја живота био креациониста.
Оженио се 1804. и имао је троје деце. 1805. постаје први британски (могуће и први светски) професор политичке економије на универзитету Британске источноиндијске компаније у Хајлејберију у Хартфордширу. Малтус није имао урађен ни један портрет све до 1833. године јер се стидео зечје усне, честог поремећаја у његовој фамилији. Деформитет је био добро сакривен од стране сликара на овом портрету.
Малтус је сахрањен у Бет Опатији у Енглеској.

## Малтусове идеје
Малтус је оснивач демографије, која покушава да на утемељен начин говори о кретању становништва.
Малтусови погледи на динамику становништва су били катастрофични. Предвиђао је да ће становништво расти по експоненцијалној стопи, док ће понуда хране расти знатно спорије, по линеарној стопи. На тај начин ће се, по Малтусу, у будућности појавити велика несташица хране и глад, чије ће последице бити катастрофалне по људски род.
Потенцијалне препреке таквом развоју догађаја налазио је у природним узроцима (смрти), беди и глади и, што је био његов предлог, уздржавању од рађања.
Малтусова теорија била је широко прихваћена током XIX века, од Дарвина надаље. И у XX веку је вршио утицај, на пример на Римски клуб током 1960-их година и на официјелну политику Уједињених нација и целог света у правцу контроле рађања све до у 1970-е године.
Али, било је и критичара, као што је зарана били Карл Маркс и Џон Стјуарт Мил, а у XX веку Џулијан Сајмон. Врло брзо је уочено да је Малтус потпуно занемарио технолошки прогрес, који не само да постоји, већ и омогућује брз раст производних капацитета, знатно бржи него што је популациони раст. И заиста, током последња два века не само да се нису остварила Малтусова песимистичка превиђања, већ је исхрана светског становништва, па и у сиромашним земљама, битно повећана, а производња хране знатно брже расла од раста становништва у светским размерама.